# Hillesheim (Eifel)

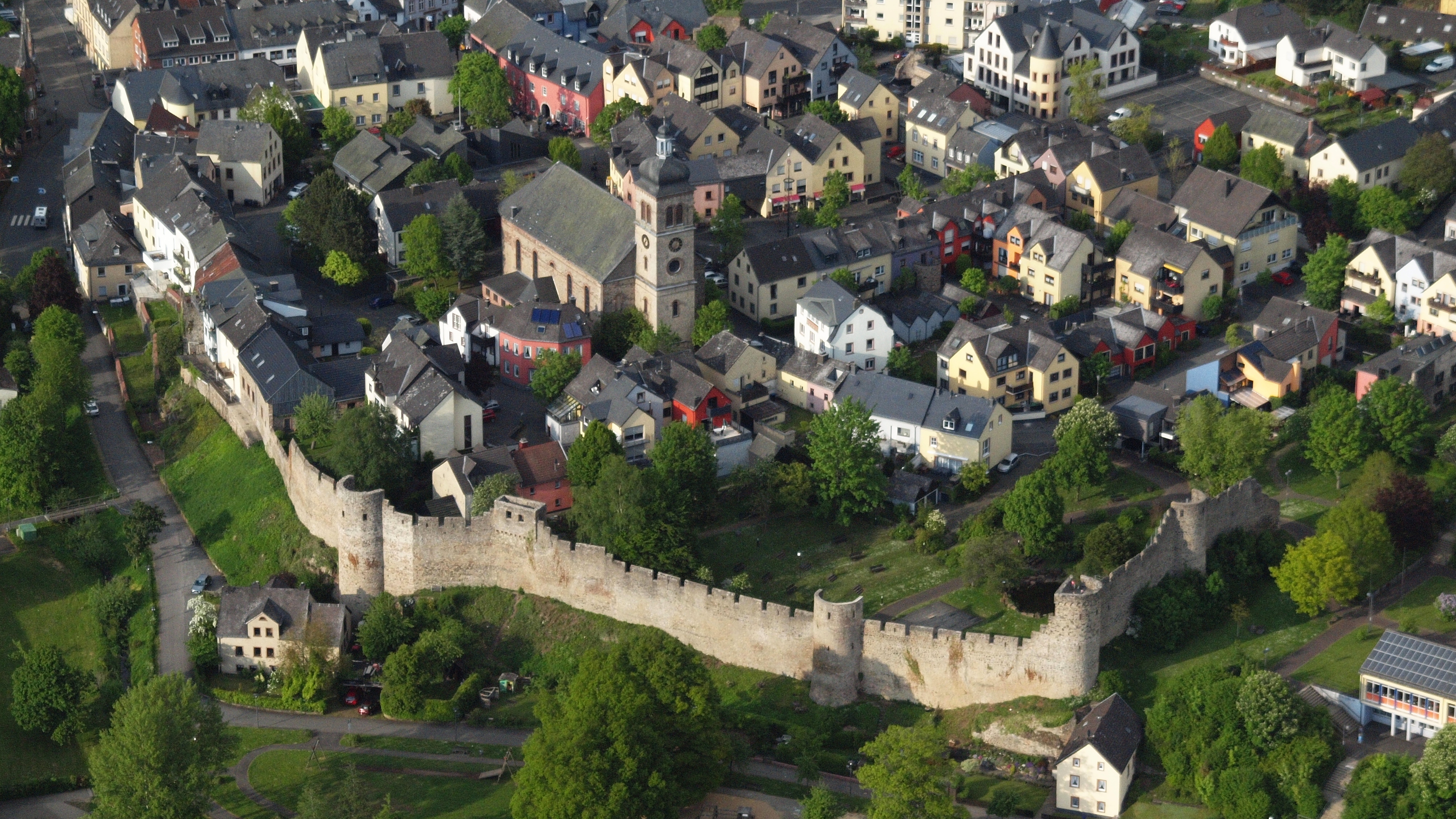
Hillesheim, Luftaufnahme (2015)

Hillesheim ist eine Stadt und nach der Zahl ihrer Einwohner drittgrößte Gemeinde im Landkreis Vulkaneifel in Rheinland-Pfalz. Hillesheim ist gemäß Landesplanung als Grundzentrum ausgewiesen. In Hillesheim befindet sich ein Bürgerbüro der Verbandsgemeinde Gerolstein.

## Geographie

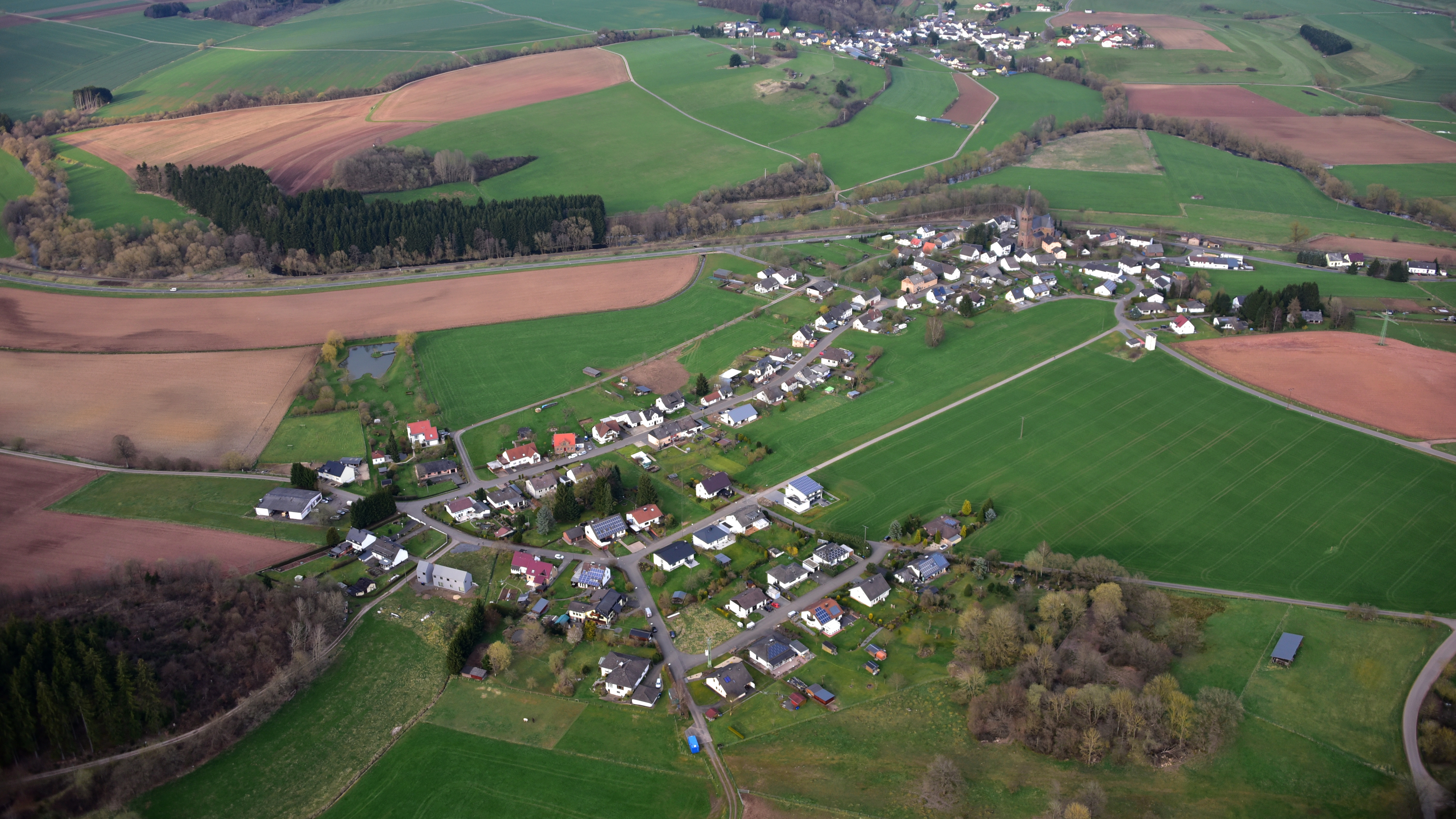
Niederbettingen, Luftaufnahme (2016)

Die Stadt liegt im Naturpark Vulkaneifel und unweit der Landesgrenze zu Nordrhein-Westfalen annähernd in der Mitte zwischen Köln und Trier (Luftlinie 70 bzw. 60 km) und etwa 30 km von der belgischen Grenze entfernt.
Zu Hillesheim gehören die Stadtteile (Ortsbezirke) Bolsdorf und Niederbettingen sowie die Wohnplätze Weber-Hof, Alter Bahnhof, Am Breitstein, Am Liehr, Am Rosenberg, Crumps Mühle, Domäne, Eichholz und Bergfelder-Hof.
Die Kyll fließt durch die Gemarkung von Hillesheim. Der 7,1 km lange Hillesheimer Bach mit der Gewässerkennziffer 266376 fließt durch Hillesheim und Bolsdorf und mündet gegenüber von Niederbettingen von links in die Kyll.

## Geschichte

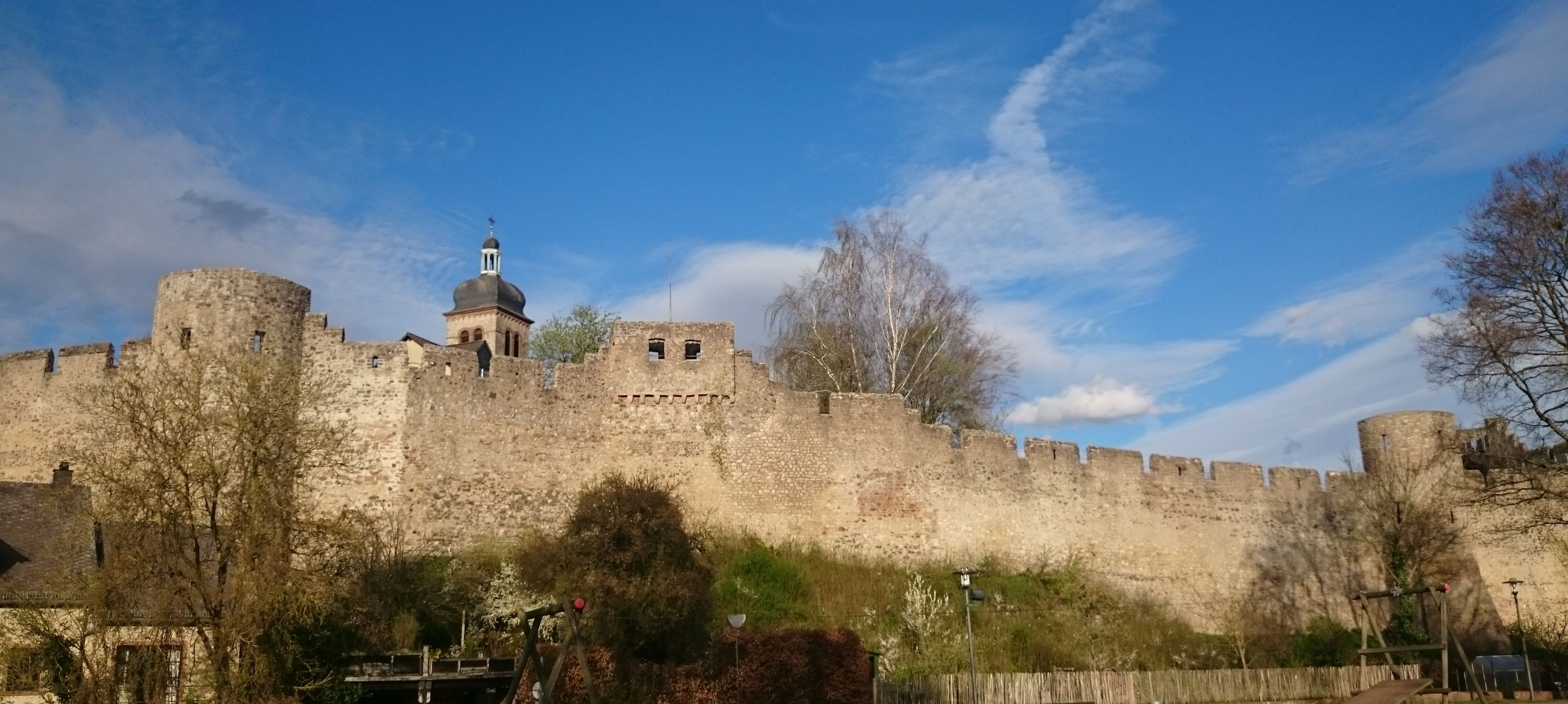
Die im 15./16. Jahrhundert ausgebaute Stadtmauer bezeugt den Stadtcharakter des Gemeinwesens im Mittelalter.

Hillesheim wurde im Jahr 943 erstmals urkundlich erwähnt. In den Jahren 1250 bis 1280 wurde, gestiftet von Johann I. von Reifferscheid, einem Nachkommen Karls des Großen, ein Kloster gebaut und nachfolgend von Mönchen des Eremitenordens bewirtschaftet. Schon in der Zeit der Reformation, im 16. Jahrhundert verließen die Mönche das Kloster. Nach mehrfacher Zerstörung erfolgte der Wiederaufbau des Klosters in den Jahren 1721 bis 1766 als Augustinerkloster. Die Schließung erfolgte endgültig mit dem Einmarsch französischer Truppen 1802. Noch im Mittelalter wechselte in Hillesheim mehrfach die Lehnsherrschaft und der Ort gehörte schließlich ab 1353, mit Genehmigung Karls des IV., zu Kurtrier. In dieser Zeit erlangte Hillesheim als Handelsort wirtschaftliche Bedeutung. Hier siedelte sich zunehmend eine florierende Web- und Lederproduktion an, die wirtschaftlichen Aufstieg und Wohlstand brachte. Kriegerische Auseinandersetzungen führten zu mehrfachen Einäscherungen der Stadt im 17. und 18. Jahrhundert. Im 19. Jahrhundert erfolgte dann auch der Niedergang der Leder- und Tuchindustrie durch den starken Konkurrenzdruck im Rahmen der Industrialisierung. Am 17. März 1974 wurden im Rahmen der Gebietsreform die Gemeinden Bolsdorf (damals 211 Einwohner) und Niederbettingen (225 Einwohner) eingemeindet. Die um 1800 verlorenen Stadtrechte erhielt Hillesheim am 24. Oktober 1993 erneut.
Ortsname
943 ist der Ortsname als Hillenesheim verschriftlicht, 1195 als Hillensheim. Es liegt der Personenname Hillo zugrunde.

### Einwohnerentwicklung
Die Entwicklung der Einwohnerzahl von Hillesheim bezogen auf das heutige Stadtgebiet; die Werte von 1871 bis 1987 beruhen auf Volkszählungen:
| Jahr | Einwohner |
| ---- | --------- |
| 1815 | 877       |
| 1835 | 1.215     |
| 1871 | 1.419     |
| 1905 | 1.616     |

| Jahr | Einwohner |
| ---- | --------- |
| 1939 | 1.854     |
| 1950 | 1.902     |
| 1961 | 2.032     |
| 1970 | 2.348     |

| Jahr | Einwohner |
| ---- | --------- |
| 1987 | 2.520     |
| 1997 | 3.137     |
| 2005 | 3.198     |
| 2011 | 3.109     |

Weitere Daten ab 2012:
| Hillesheim: Einwohnerzahlen von 2012 bis 2024 | Hillesheim: Einwohnerzahlen von 2012 bis 2024 | Hillesheim: Einwohnerzahlen von 2012 bis 2024 | Hillesheim: Einwohnerzahlen von 2012 bis 2024 | Hillesheim: Einwohnerzahlen von 2012 bis 2024 |
| --------------------------------------------- | --------------------------------------------- | --------------------------------------------- | --------------------------------------------- | --------------------------------------------- |
| Jahr                                          |                                               |                                               |                                               | Einwohner                                     |
| 2012                                          | 2012                                          |                                               | 3.126                                         | 3.126                                         |
| 2015                                          | 2015                                          |                                               | 3.119                                         | 3.119                                         |
| 2020                                          | 2020                                          |                                               | 3.210                                         | 3.210                                         |
| 2024                                          | 2024                                          |                                               | 3.207                                         | 3.207                                         |
| Quelle(n): statistik.rlp.de                   |                                               |                                               |                                               |                                               |

## Politik

### Stadtrat
Der Stadtrat in Hillesheim besteht aus 20 Ratsmitgliedern, die bei der Kommunalwahl am 9. Juni 2024 in einer personalisierten Verhältniswahl gewählt wurden, und der ehrenamtlichen Stadtbürgermeisterin als Vorsitzender.
Die Sitzverteilung im Stadtrat:
| Wahl | SPD | CDU | FWG | WGR | GRÜNE | FDP | Gesamt   |
| ---- | --- | --- | --- | --- | ----- | --- | -------- |
| 2024 | 2   | 7   | 10  | –   | –     | 1   | 20 Sitze |
| 2019 | 3   | 7   | 7   | –   | 2     | 1   | 20 Sitze |
| 2014 | 2   | 8   | 10  | –   | –     | –   | 20 Sitze |
| 2009 | 2   | 6   | 6   | 6   | –     | –   | 20 Sitze |
| 2004 | 2   | 7   | 5   | 6   | –     | –   | 20 Sitze |

- FWG = Freie Wählergruppe Hillesheim e. V.

### Bürgermeister
Gabriele Braun wurde am 7. August 2019 Stadtbürgermeisterin von Hillesheim. Bei der Direktwahl am 26. Mai 2019 war sie mit einem Stimmenanteil von 61,50 % für fünf Jahre gewählt worden. Bei der Direktwahl am 9. Juni 2024 wurde sie bei einer Wahlbeteiligung von 62,1 % mit einem Stimmenanteil von 58,1 % ohne Gegenkandidaten für weitere fünf Jahre in ihrem Amt bestätigt.
Brauns Vorgänger Matthias Stein (CDU) hatte das Amt 21 Jahre ausgeübt, war 2019 aber nicht erneut angetreten.

### Wappen
| Wappen von Hillesheim | Blasonierung: „Gespalten durch eine eingeschweifte blaue Spitze, darin auf liegendem goldenem Halbmond eine silberne gekrönte Madonna mit Reichsapfel in der rechten und Christuskind in der linken Hand, beide golden nimbiert, vorn in Silber ein durchgehendes rotes Balkenkreuz, hinten in Gold eine aufrechte schwarze Wolfsangel (Doppelhaken), auf dem Schildrand eine gebogene, schwarzgefugte silberne Zinnenmauerkrone mit offenem Portal.“        |
| Wappen von Hillesheim | Wappenbegründung: Das rote Balkenkreuz weist auf die frühere Zugehörigkeit zu Kurtrier hin. Die Wolfsangel ist aus einem Wappen eines Hillesheimer Geschlechtes übernommen, deren Angehörige teilweise auch als Schöffen fungierten. Die Madonna war schon im Stadtsiegel von 1306 sowie in den Schöffensiegeln des 14. und 15. Jahrhunderts abgebildet. Die Mauerkrone über dem Wappen symbolisiert das im Mittelalter erhaltene Stadtrecht von Hillesheim. |

## Kultur und Sehenswürdigkeiten

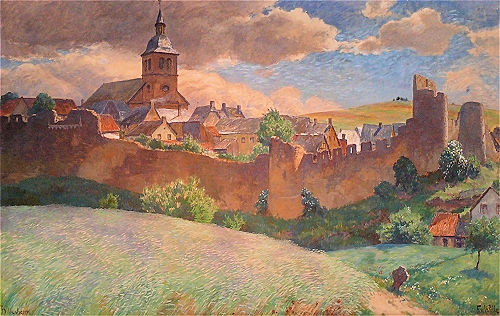
Hillesheim (Gemälde von Fritz von Wille)

Die Stadt ist eine der wenigen „Europäischen Beispielstädte“. Die Stadtsanierung wurde daher durch die Städtebauförderung subventioniert. Es gibt einen mittelalterlichen Stadtkern mit sehenswerter Kirche, der teilweise von einer Stadtmauer umgeben ist. Das Stadtgebiet von Hillesheim ist nahezu kreisrund, vom historischen Stadtkern aus breitete es sich in alle Richtungen aus und wuchs aus seiner Tallage durch zahlreiche Neubaugebiete an den umliegenden Hängen.

## Wirtschaft und Infrastruktur

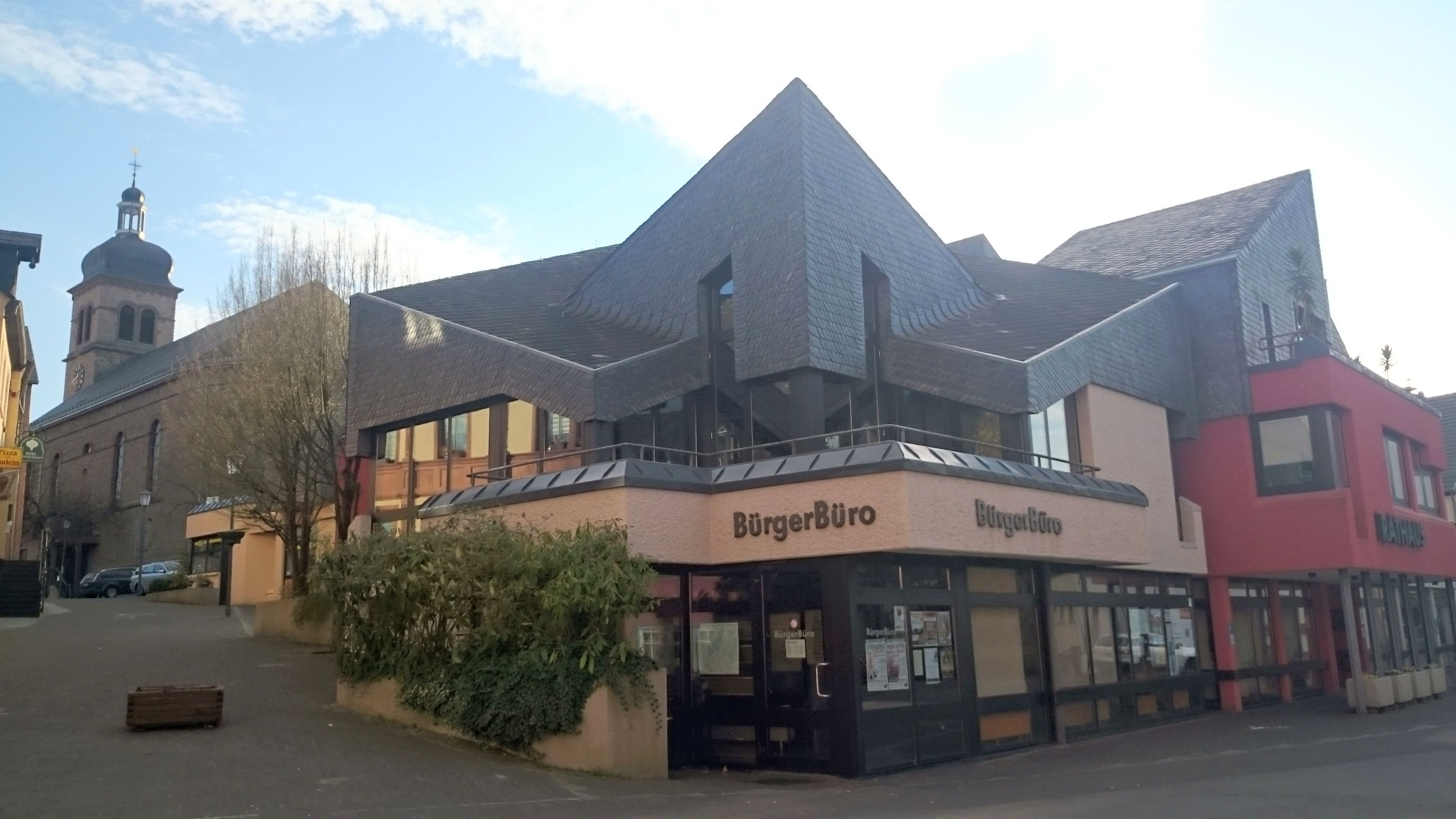
Stadtzentrum mit Rathaus

Hillesheim ist ein ländliches Grundzentrum und verfügt über zwei Schulen, zwei Sporthallen, eine Tennishalle, ein Hallenbad, ein Kino, mehrere Supermärkte, Tankstellen sowie zwei Baumärkte.

### Verkehr

#### Schienenverkehr

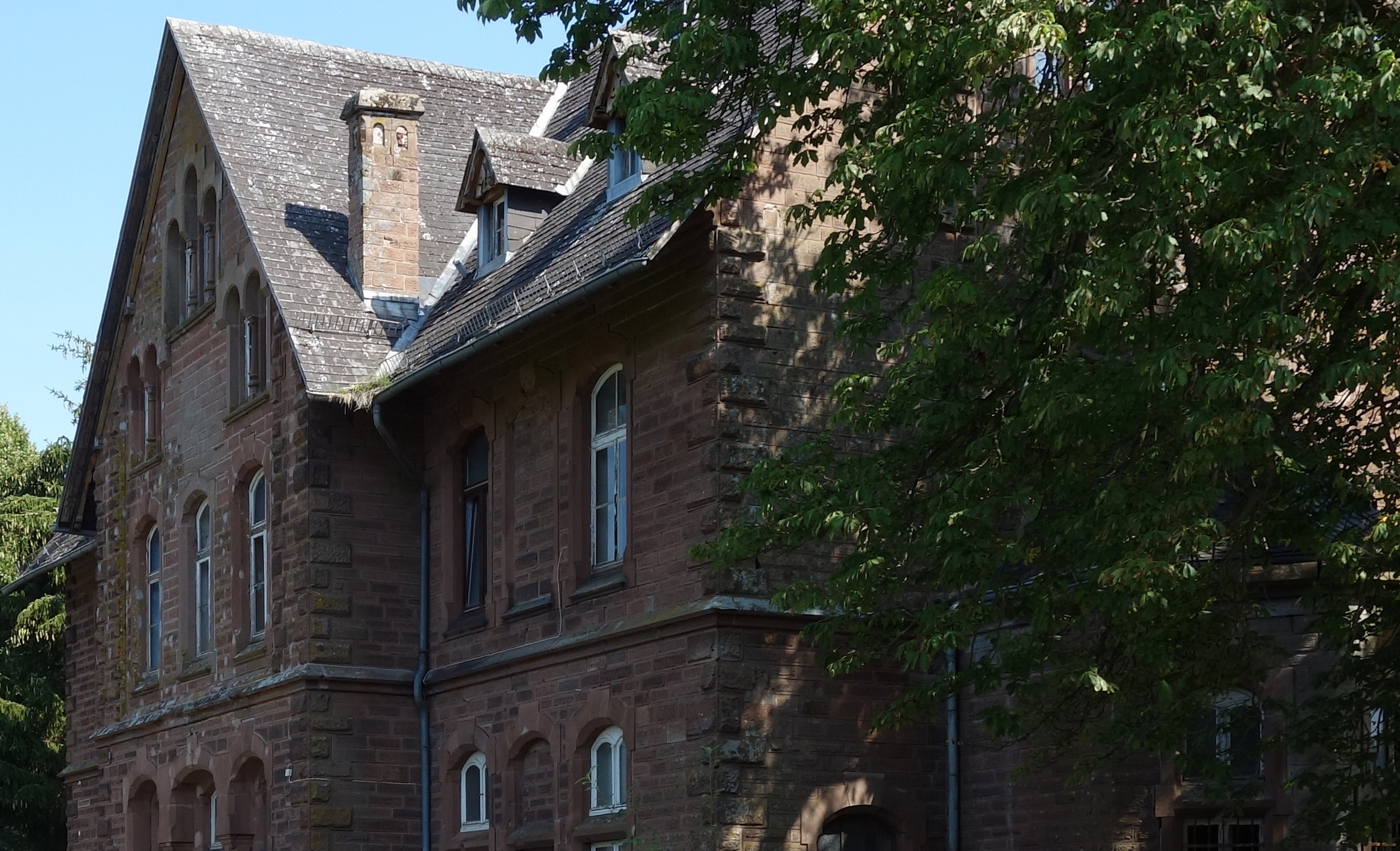
Bahnhof Oberbettingen-Hillesheim

Der Bahnhof Oberbettingen-Hillesheim liegt an der Eifelstrecke (Köln–Euskirchen–Gerolstein–Trier), auf der im Schienenpersonennahverkehr
- der Eifel-Express (RE 22) Köln–Euskirchen–Gerolstein mit Durchbindung nach Trier Hbf (RB 22) und
- die Eifel-Bahn (RB 24) Köln–Euskirchen–Kall, in der Hauptverkehrszeit (HVZ) bis Gerolstein, verkehren.

Für den gesamten Öffentlichen Personennahverkehr (ÖPNV) gilt der Tarif des Verkehrsverbunds Region Trier (VRT) und der Tarif des Verkehrsverbundes Rhein-Sieg und tarifraumüberschreitend der NRW-Tarif.
Bis 1973 war der Bahnhof Hillesheim (Eifel) direkt über die 1912 eröffnete Mittlere Ahrtalbahn Dümpelfeld–Abzw Insul–Ahrdorf (Ahr)–Hillesheim (Eifel)–Lissendorf–Jünkerath mit der Unteren Ahrtalbahn sowie der Eifelstrecke Köln–Trier verbunden. Die Kriegsschäden durch Luftangriffe und deutschen Sprengungen während des Zweiten Weltkriegs wurden bis 1946 weitgehend beseitigt. Das beim Rückzug der Wehrmacht 1945 gesprengte Hillesheimer Viadukt der Bahnstrecke Hillesheim–Gerolstein wurde nicht wieder instand gesetzt. Nach Stilllegung des Personenverkehrs sowie des Güterverkehrs nach Dümpelfeld (1973) und Lissendorf (1982) erfolgte jeweils kurze Zeit später die Demontage der Bahngleise. Richtung Niederehe verläuft ein Bahntrassenradweg teilweise auf dem alten Bahndamm.

#### Straßen
Durch Hillesheim verläuft die Bundesstraße 421 in west-östlicher Richtung.

### Ansässige Unternehmen
Der Ort ist Sitz des KBV-Verlages.
Zudem sind weitere Unternehmen ansässig wie z. B. die Pavoy GmbH, RR-Team, Bilstein Sickermann, WBH-Water uvm.

### Tourismus
Die Stadt Hillesheim ist Ziel von Touristen, die vor allem aus den städtischen Bereichen Nordrhein-Westfalens und der Niederlande kommen. Neben dem mittelalterlichen Stadtkern, samt Kirche aus dem 19. Jahrhundert, hat vor allem das Naherholungsgebiet „Bolsdorfer Tälchen“ hohen Freizeit- und Erlebniswert, da dort ein See, Rundwanderwege sowie Sport- und Freizeitmöglichkeiten und Lokale einladen. Das Bolsdorfer Tälchen stellt mit seinem Wegenetz eine unmittelbare Verbindung nach Bolsdorf und zum Kyll-Radweg her. Radweg führt über 130 km von der deutsch-belgischen Grenze, nahe Losheimergraben, bis zur Mündung der Kyll in die Mosel in Trier-Ehrang.
Hillesheim liegt am Eifelsteig.
Mit dem Kriminalhaus von Ralf Kramp, dem „Krimihotel“ und dem „Cafe Sherlock“ ist es Station am „Eifel-Krimi-Wanderwegs“, der auf Büchern der Krimiautoren Jacques Berndorf und Ralf Kramp basiert. Hillesheim wurde auch durch „Tatort Eifel“ zu „Deutschlands Kriminalhauptstadt“.
Der Geopfad Hillesheim erläutert an 30 Stationen in der Umgebung der Stadt die Geologie der Eifel und die Zeugnisse des Vulkanismus in der Vulkaneifel.

### Sport
Nördlich der Stadt, an der aus Richtung Köln kommenden L 26 liegt eine 70 Hektar große Golfanlage. Sie wird durch den Golf-Club Eifel e. V. betrieben.

## Feuerwehr Hillesheim
Die Freiwillige Feuerwehr Hillesheim wurde im Jahr 1880 gegründet. Die Einsatzabteilung besteht zurzeit aus 55 Feuerwehrleuten. Alle Mitglieder sind ausschließlich ehrenamtlich tätig. Die Freiwilligen rücken im Jahr ca. 50–60 Mal zu Einsätzen aus, sei es ein Brand, ein Verkehrsunfall oder eine Ölspur. Die Erstalarmierung erfolgt über die Leitstelle Trier, die weitere Abwicklung erfolgt über die Feuerwehr Einsatzzentrale (FEZ).
Der aktuelle Fuhrpark besteht aus 6 Fahrzeugen.

## Öffentliche Einrichtungen
In Hillesheim bestehen neben mehreren Kindertagesstätten, Grundschule und Realschule plus (Augustiner), die ehrenamtlich durch das „KEB Bildungswerk Hillesheim – Katholische Erwachsenenbildung“ geführte Volkshochschule.

## Persönlichkeiten
- Louise Schulze-Brück (* 1859 Hillesheim; † 1918 Lehmen), Schriftstellerin
- Franziska Bram (* 1860 in Hillesheim; † 1932 in Lehmen), Dichterin und Schriftstellerin
- Stefan Drößler (* 1961 in Hillesheim), Filmhistoriker, Museumsdirektor und Filmrestaurator
- Eduard Goebel (* 1831 in Hillesheim; † 1904 in Fulda), Philologe und Politiker
- Ralf Kramp (* 1963 in Euskirchen), Autor und Verleger (KBV-Verlag)
- Annelie Runge (* 1943 in Hillesheim), Filmregisseurin, Drehbuchautorin und Journalistin
- Werner Ballmann (* 1951 in Hillesheim), Mathematiker
- Franz Josef Talbot (* 1955 in Hillesheim), Denkmalpfleger